# O Sal da Terra (filme de 1954)
Salt of the Earth (bra/prt: O Sal da Terra) é um filme de drama americano de 1954, escrito por Michael Wilson, dirigido por Herbert Biberman e produzido por Paul Jarrico. Como todos os três homens foram colocados na lista negra do establishment de Hollywood devido ao seu suposto envolvimento na política comunista, O Sal da Terra foi um dos primeiros filmes totalmente independentes feitos fora do sistema de estúdios de Hollywood.
Foi também um dos primeiros filmes a promover o ponto de vista social e político feminista. Seu enredo centra-se em uma greve longa e difícil, baseada na greve de 1951 contra a Empire Zinc Company no Condado de Grant, Novo México. A empresa é identificada como "Delaware Zinc", e o cenário é "Zinc Town, Novo México". O filme mostra como os mineiros, a empresa e a polícia reagem durante a greve. Filmado em um estilo influenciado pelo neorrealismo italiano e fazendo uso atmosférico das paisagens do Novo México, O Sal da Terra empregou principalmente mineiros locais e suas famílias como atores.
O filme foi inicialmente envolvido na controvérsia da ameaça vermelha e foi suprimido. Eventualmente, porém, foi visto por mais e mais pessoas até ser reconhecido como uma importante obra cultural, política e estética. Em 1992, foi selecionado para o Registro Nacional de Filmes da Biblioteca do Congresso, de filmes americanos significativos.